# Gaia Pesenti
Gaia Pesenti (13 de abril de 2004) es una deportista de Italia que compite en natación. Ganó dos medallas de bronce en el Campeonato Mundial Junior de Natación de 2019, en las pruebas de 4 × 100 m libre y 4 × 100 m libre mixto,.